# Třída Zwaardvis
Třída Zwaardvis byla třída ponorek nizozemského královského námořnictva. Skládá se z jednotek Zwaardvis (S 806) a Tijgerhaai (S 807), postavených loděnicí Rotterdamse Droogdok Maatschappij v Rotterdamu a zařazených do služby v roce 1972. Obě lodi byly postaveny jako náhrada za druhoválečné ponorky třídy Balao, dodané po válce z USA. Obě ponorky již nizozemské námořnictvo vyřadilo. Podle vylepšeného projektu byly postaveny ještě dvě ponorky třídy Chaj-lung pro námořnictvo Čínské republiky.

## Stavba
Celkem byly postaveny dvě jednotky této třídy.

## Konstrukce

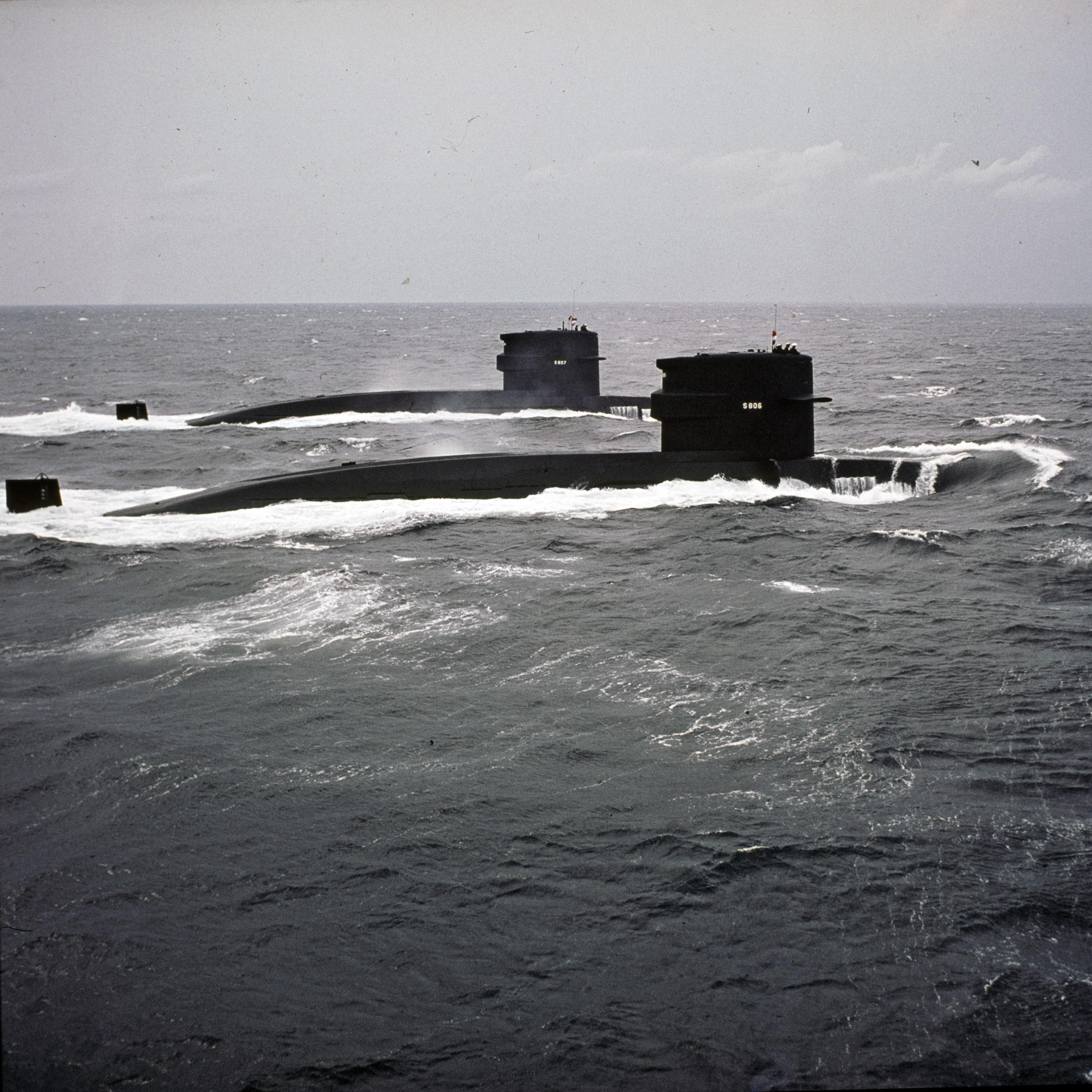
Obě ponorky této třídy

Konstrukce ponorek byla inspirována americkou třídou Barbel. Výzbroj ponorek tvořilo šest 533mm torpédometů. Z nich mohla být vypouštěna torpéda, kterých ponorka nesla 20 kusů. Pohonný systém tvořily tři dieselgenerátory a jeden elektromotor. Ty poháněly jeden lodní šroub. Ponorky dosahovaly nejvyšší rychlosti 13 uzlů na hladině a 20 uzlů pod hladinou. Dosah byl 10 000 námořních mil při rychlosti 9 uzlů.